# Gamma-glutamyltransferas

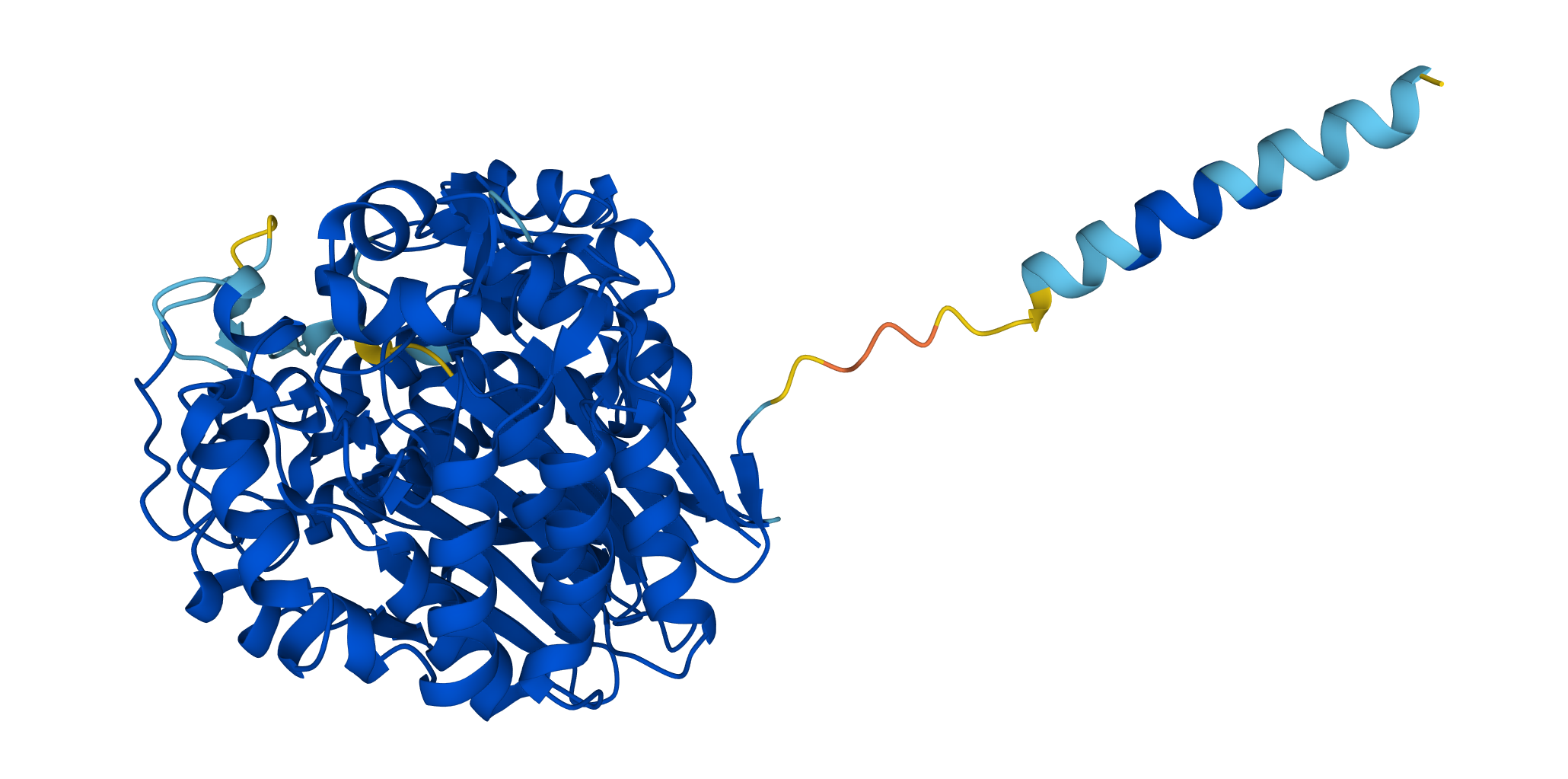
Strukturen hos GGT

Gamma-glutamyltransferas är ett transferas (en typ av enzym) som katalyserar överföring av funktionella gamma-glutamyl-grupper från molekyler som Glutation till en acceptor som kan vara en aminosyra, en peptid eller vatten (bildande glutamat). GGT spelar en nyckelroll i gamma-glutamyl-cykeln, en väg för syntes och nedbrytning av glutation samt läkemedel och xenobiotisk avgiftning. Andra bevis tyder på att GGT också kan spela en pro-oxidant-roll, med regulatoriska effekter på olika nivåer i cellulär signaltransduktion och cellulär patofysiologi. Detta transferas finns i många vävnader, men först och främst i lever och gallgångar. GGT har därför betydelse inom medicinen som diagnostisk markör då plasmakoncentrationen av GGT ökar vid många leversjukdomar och andra tillstånd som påverkar lever och gallgångar.

## Nomenklatur
Namnet γ-glutamyltransferas föredras av nomenklaturkommittén för Internationella unionen för biokemi och molekylärbiologi. Expertpanelen för enzymer från International Federation of Clinical Chemistry använde också detta namn. Det äldre namnet är gamma-glutamyltranspeptidas (GGTP).

## Funktion
GGT finns i cellmembranen i många vävnader, som njurarna, gallgången, bukspottkörteln, gallblåsan, mjälten, hjärtat, hjärnan och sädesblåsor. Det är involverat i överföringen av aminosyror över cellmembran och leukotrienmetabolism. Det är också involverat i glutationmetabolism genom att överföra glutamyldelen tills en mängd olika acceptormolekyler som vatten, vissa L-aminosyror och peptider, lämnar cysteinprodukten för att bibehålla intracellulär homeostas av oxidativ stress. Denna allmänna reaktion är:
(5-L-glutamyl)-peptid + en aminosyra ⇌ peptide + 5-L-glutamyl aminosyra

## Biokemi
I prokaryoter och eukaryoter består GGT av två polypeptidkedjor, en tung och en lätt underenhet, bearbetade från en enkelkedjeprekursor genom en autokatalytisk klyvning.
Samtranslationell N-glykosylering spelar en betydande roll i den korrekta autokatalytiska klyvningen och korrekt vikning av GGT. Single site-mutationer vid asparaginrester visades resultera i en funktionellt aktiv men något mindre termiskt stabil version av enzymet in vitro, medan knockout av alla asparaginrester resulterade i en ackumulering av den okluvna propeptidformen av enzymet.

## Klinisk betydelse
GGT används främst som en diagnostisk markör för leversjukdom. Förhöjd serum-GGT-aktivitet kan hittas vid sjukdomar i lever, gallvägar, bukspottkörtel och njurar. Latenta förhöjningar av GGT ses vanligtvis hos patienter med kroniska virala hepatit infektioner som ofta tar 12 månader eller mer att identifiera. 
Individuella testresultat ska alltid tolkas med referensintervallet från laboratoriet som utförde testet, även om exempelreferensintervallen är 15–85 IE/L för män och 5–55 IE/L för kvinnor. GGT är liknande alkaliskt fosfatas (ALP) för att upptäcka sjukdomar i gallvägarna. De två markörerna korrelerar faktiskt bra, även om det finns motstridiga uppgifter om huruvida GGT har bättre känslighet. I allmänhet är ALP fortfarande det första testet för gallsjukdom. Huvudvärdet av GGT över ALP ligger i att det verifierar att ALP-höjningar faktiskt beror på gallsjukdom. ALP kan också öka vid vissa bensjukdomar, vilket GGT inte gör.

### Alkoholanvändning
GGT förhöjs vid intag av stora mängder alkohol. Bestämning av höga nivåer av total serum-GGT-aktivitet är dock inte specifik för alkoholförgiftning,och mätningen av utvalda serumformer av enzymet ger mer specifik information. Isolerad förhöjning eller oproportionerlig förhöjning jämfört med andra leverenzymer (som ALAT eller Alanintransaminas) kan tyda på skadlig alkoholanvändning eller alkoholrelaterad leversjukdom, och kan ge utslag på överdriven alkoholkonsumtion upp till tre eller fyra veckor före testet. Mekanismen för denna höjning är oklar. Alkohol kan öka GGT-produktionen genom att inducera levermikrosomal produktion, eller så kan det orsaka läckage av GGT från hepatocyter.

### Xenobiotika
Många läkemedel kan höja GGT-nivåerna, för till exempel barbiturater och fenytoin. GGT-höjning har också ibland rapporterats efter icke-steroida antiinflammatoriska läkemedel (såsom aspirin), johannesört och kava.

### Kardiovaskulär sjukdom
På senare tid (2022) har något förhöjt serum-GGT också visat sig korrelera med hjärt-kärlsjukdomar och är under aktiv utredning som en kardiovaskulär riskmarkör. GGT ackumuleras faktiskt i aterosklerotiskt plack, och är under aktiv utredning som en kardiovaskulär riskmarkör. vilket tyder på en potentiell roll i patogenesen av hjärt-kärlsjukdomar, och cirkulerar i blod i form av distinkta proteinaggregat, av vilka några verkar vara relaterade till specifika patologier som metaboliskt syndrom, alkoholberoende och kronisk leversjukdom.
Förhöjda nivåer av GGT kan också bero på hjärtsvikt.

### Tumörer
GGT visar sig i höga nivåer i många olika tumörer. Det är känt att GGT påskyndar tumörtillväxt och ökar resistensen mot cisplatin i tumörer.